# Clase Rochefortais
La Clase Rochefortais, o Clase Pertuisane, fue la tercera clase de  contratorpederos construida para la Marina Nacional Francesa, entre 1900 y 1903.

## Las unidades y su concepción
Los cuatro buques que componían la clase fueron construidos en los astilleros de Rochefort, Francia, y recibieron nombres de armas históricas de infantería:
- Pertuisane (Partesana).
- Escopette (arma semejanta al Trabuco que portaba la caballería francesa en los siglos XVI y XVII).
- Rapière (Espada ropera).
- Flamberge (arma semejante al Zweihänder, pero con ondulaciones en sus dos filos).

Concebida por Augustin Normand, la Clase Rochefortais era una versión mejorada de la Clase Durandal.

## Historia operacional
Los cuatro contratorpederos participaron en la Primera Guerra Mundial.
El Pertuisane fue destinado al Mediterráneo de 1902 a 1912, después fue puesto en la reserva, en Tolón, de 1912 a 1913. En 1914, al estallar la Primera Guerra Mundial, fue puesto en activo y destinado a Cherburgo, sirviendo en el Canal de la Mancha. Fue dado de baja del servicio activo en 1923 y destinado a buque de pruebas de extinción de incendios.
En 1928, fue vendido en Brest para su desguace.
El Escopette sirvió de escolta al Presidente de la República Francesa en su viaje oficial a Inglaterra del 2 al 11 de julio de 1903. Después, tuvo su base, sucesivamente, en Brest, en Dunkerque y en Calais. Durante la Primera Guerra Mundial, entre 1915 y 1918, tuvo su base en Cherburgo y Dunkerque, donde sufrió daños producidos por la explosión de un torpedo dentro de uno de los tubos lanzadores. Dado de baja en 1921, fue desguazado en Cherburgo en 1922.
El Flamberge sirvió, primeramente, en la Flota del Norte, entre 1903 y 1908, y después pasó a formar parte de la Flotilla de Torpederos del Canal de la Mancha con base en Cherburgo (1908-1910). En 1914, se le dio base en Brest donde fue puesto en la reserva para proceder a cambiar sus calderas. Ya en la Gran Guerra, en 1915 fue enviado al Mediterráneo y, en 1918, servía en la 10ª Flotilla de Contratorpederos, en Salónica. Se le dio de baja en 1920 y fue desguazado en Tolón en 1921.
El Rapière fue destinado a la Flota del Mediterráneo, de 1903 a 1904. Puesto en la reserva en Tolón durante unos meses, fue destinado a la Flota de Oriente medio de 1905 a 1907, con base en Saigón. Más tarde, fue asignado al teatro de operaciones del Canal de la Mancha y del Mar del Norte con base en Cherburgo, sustituyendo al contratorpedero Yatagan. En 1915, en plena Guerra Mundial, se le destinó nuevamente a acciones en el Mediterráneo con base en Bizerta. Fue dado de baja en 1921 y desguazado en 1923.

## Los buques
| N.º | Nombre     | Astillero | Puesta en grada | Botadura                | Alistamiento       | Baja                  |
| --- | ---------- | --------- | --------------- | ----------------------- | ------------------ | --------------------- |
| M8  | Pertuisane | Rochefort | junio de 1899   | 5 de diciembre de 1900  | septiembre de 1902 | 16 de marzo de 1923   |
| M9  | Escopette  | Rochefort | enero de 1900   | 20 de diciembre de 1900 | enero de 1901      | 4 de abril de 1921    |
| M10 | Flamberge  | Rochefort | junio de 1899   | 28 de octubre de 1901   | julio de 1901      | 1 de octubre de 1920  |
| M11 | Rapière    | Rochefort | enero de 1900   | 16 de julio de 1901     | mayo de 1901       | 27 de octubre de 1921 |

### Listas relacionadas
- Clases de destructores